# Split Open Jazz Fair
Split Open Jazz Fair - hrvatski festival improvizirane i kreativne glazbe, hrvatska glazbena manifestacija koja se održava svake godine u Splitu.

## Povijest
Utemeljitelj i izvršni producent Split Open Jazz Faira (kao i Split Blues Festivala i Revije Urbane KulturE – EVO RUKE!) je Stevo Vučković Stivi (aka Stiv Stividen). Tvorac festivala nazvao ga je "jazzom u boji", jer su odlučili prekinuti lošu i jednoliku tradiciju prikazivanja jazza u Hrvatskoj, gdje se je jazz na televiziji emitirao samo iz Lisinskog ili iz nekog opskurnog prostora s dva reflektora, pa unatoč sjajnim glazbenim izvedbama vizualni doživljaj nije bio privlačan. Ovim festivalom dobilo se skoro pa estradni izgled jazz izvođača, događaj na otvorenom, na atraktivnoj lokaciji Đardina u atraktivnom gradu u atraktivnom dobu godine. Vučković ističe da mu je koncepcija uvijek ista: revitalizacija devastirane kulturne, glazbene scene grada, a drugo, demarginalizacija žanrova kao što su blues i jazz.
Festival se održava u Splitu u Đardinu kao tematski potprogram Revije Urbane KulturE - Evo RUKE!. Osnovan je 2018. godine i ima formu dvodnevnog glazbenog događaja. Prvi dan programski je naslonjen na instrumentalne izvođače - Instrumental Day, a drugi na “pjevani” jazz - Vox Day. Slogan je "Jazz u boji, građanine.". Doajen jazz novinarstva Davor Hrvoj već prvo izdanje festivala ocijenio je uspješnim.
Organizator 3. izdanja je Wolfman (Stevo Vučković), Udruga jazz glazbenika Boombar i Etnografski muzej Split.

## Program po godinama
- 2018.:
31. kolovoza: Waveform/Split; Klasična hrvatska četvorka + 1 /Zagreb,Split[8][6][9]
1. rujna: Elena Stella & A.J. Jazz Trio/Biograd, Zadar;[10] Šporkestar/Split[11][6]
- 2019.: 
23. kolovoza: Borna Šercar’s Jazziana Croatica/Zagreb i Zvjezdan Ružić Trio/Rijeka[12][13]
24. kolovoza: Jasna Bilušić & New Deal/Zagreb[14] i Black Coffee feat. Martine Thomas/Split-Zadar[13]
- 2020.:
26. kolovoza: Snima se dokumentarno-mozaična emisija Kronika Split Open Jazz Fair-a koja će se poslije emitirati na HTV3.[5]
27. kolovoza: Izložba Jazz velikani u Etnografskom" - fotografska izložba portreta jazz glazbenika autora Davora Hrvoja iz Zagreba, doajena hrvatskog jazz novinarstva ("Vrijeme je za jazz"), u Etnografskom muzeju Split.[5]
28. kolovoza: Peter Smith & The Hosters, Split; Elena Stella & A.J. Jazz Trio, Zadar/Biograd[5]
29. kolovoza: Doringo, Zagreb; Just Jazzy, Split.[5]

## Nosači zvuka
Split Open Jazz Fair doživio je premijeru na HTV3 6. listopada 2019. u 18:55, u emisiji Vrijeme je za jazz.
Od izvedenih stvari s prvog izdanja festivala snimljen je festivalski album uživo 31. kolovoza i 1. rujna 2018. godine. Objavljen je 15. listopada 2019. pod etiketom Spona / Wolfman. Album je dvostruki i nosi naslov Split Open Jazz Fair 2018.
Od izvedenih stvari s drugog izdanja festivala snimljen je festivalski album uživo 23. i 24. kolovoza 2019. godine. Album je četverostruki i nosi naslov Split Open Jazz Fair 2019.

## Vanjske poveznice
- Službene stranice  Arhivirana inačica izvorne stranice od 31. listopada 2020. (Wayback Machine)
- Facebook
- Wolfman Promocija YouTube